# Старий швець
«Старий швець» (рос. Старый сапожник) — український ляльковий фільм 1987 року Творчого об'єднання художньої мультиплікації студії Київнаукфільм, режисер — Леонід Зарубін.

## Сюжет
За мотивами оповідання С. Мктрчян " Найстаріший швець". Про одного хорошого хлопчика і чоботаря, який хоче виконувати свою роботу, але через похилий вік стикається з безліччю проблем. Цей чуйний старий чоловік піклується про птахів, і добро повертається до нього у вигляді турботи сусідських дітей, які намагаються допомогти дідусеві, зробивши нові замовлення.

## Над фільмом працювали
- Автор сценарію: Н. Чешихіна;
- Кінорежисер: Леонід Зарубін;
- Художник-постановник: С. Гриньова;
- Композитор: Володимир Бистряков;
- Кінооператор: Микола Каратюк;
- Звукооператор: Ігор Погон;
- Мультиплікатори: Елеонора Лисицька, Жан Таран, Анатолій Трифонов, Костянтин Баранов;
- Ляльки та декорації виготовили: Анатолій Радченко, Вадим Гахун, А. Ліхторович, Яків Горбаченко, В. Воскобойник (у титрах В. Воскобойнік);
- Асистенти: Г. Свєчніков (у титрах Г. Свечніков), Олександр Ніколаєнко (у титрах О. Николаєнко), В. Сабліков;
- Монтаж: С. Васильєва;
- Редактор: Євген Назаренко;
- Директор знімальної групи: Н. Литвиненко.